# Marjorie Bruce
Marjorie Bruce of Marjorie de Brus (1296 - 2 maart 1316) was de oudste dochter van Robert de Bruce, de latere Koning van Schotland en zijn vrouw Isabella van Mar. Ze was de grondlegger van het Huis Stewart of Stuart, door haar huwelijk met Walter Stewart, hoofd Stewart aan het Schotse hof. Haar zoon werd de eerste Stuart monarch, als Koning Robert II van Schotland.
Haar vader Robert hertrouwde in 1302 met Elizabeth de Burgh, nadat Marjorie's moeder Isabella in 1296 was overleden. Robert en Elizabeth werden in 1306 uitgeroepen tot koning en koningin in Scone, het koppel kreeg daarna een zoon en opvolger David. Deze zou in 1329 zijn vader opvolgen als koning van Schotland, David overleed echter in 1371 zonder nageslacht, waardoor Marjorie's zoon Robert de troon besteeg.
Marjorie overleed op 20-jarige leeftijd vlak na de geboorte van haar zoon Robert, die geboren werd door middel van een keizersnede. Ze werd begraven en bijgezet in de Paisley Abbey.

## Voorouders
| Voorouders van Marjorie Bruce | Voorouders van Marjorie Bruce                                                         | Voorouders van Marjorie Bruce                                                         | Voorouders van Marjorie Bruce                                                         | Voorouders van Marjorie Bruce                                                         | Voorouders van Marjorie Bruce                                     | Voorouders van Marjorie Bruce                                     | Voorouders van Marjorie Bruce                                     | Voorouders van Marjorie Bruce                                     |
| ----------------------------- | ------------------------------------------------------------------------------------- | ------------------------------------------------------------------------------------- | ------------------------------------------------------------------------------------- | ------------------------------------------------------------------------------------- | ----------------------------------------------------------------- | ----------------------------------------------------------------- | ----------------------------------------------------------------- | ----------------------------------------------------------------- |
| Overgrootouders               | Robert de Brus (5e heer van Annandale) (1215-1295) ∞ Isobel de Calre (1226-1264)      | Robert de Brus (5e heer van Annandale) (1215-1295) ∞ Isobel de Calre (1226-1264)      | Niall, heer van Carrick (1274-1329) ∞ Margaret Stewart (-)                            | Niall, heer van Carrick (1274-1329) ∞ Margaret Stewart (-)                            | Uilleam, heer van Mar (-) ∞ Muriel van Strathearn (-)             | Uilleam, heer van Mar (-) ∞ Muriel van Strathearn (-)             | ? (-) ∞ ? (-)                                                     | ? (-) ∞ ? (-)                                                     |
| Grootouders                   | Robert de Brus (6e heer van Annandale) (1234-1304) ∞ Marjorie van Carrick (1253-1292) | Robert de Brus (6e heer van Annandale) (1234-1304) ∞ Marjorie van Carrick (1253-1292) | Robert de Brus (6e heer van Annandale) (1234-1304) ∞ Marjorie van Carrick (1253-1292) | Robert de Brus (6e heer van Annandale) (1234-1304) ∞ Marjorie van Carrick (1253-1292) | Domhnall I van Mar (-) ∞ Helen van Wales (1246–1295)              | Domhnall I van Mar (-) ∞ Helen van Wales (1246–1295)              | Domhnall I van Mar (-) ∞ Helen van Wales (1246–1295)              | Domhnall I van Mar (-) ∞ Helen van Wales (1246–1295)              |
| Ouders                        | Robert I van Schotland (1274-1329) ∞ Isabella van Mar (1277-1298)                     | Robert I van Schotland (1274-1329) ∞ Isabella van Mar (1277-1298)                     | Robert I van Schotland (1274-1329) ∞ Isabella van Mar (1277-1298)                     | Robert I van Schotland (1274-1329) ∞ Isabella van Mar (1277-1298)                     | Robert I van Schotland (1274-1329) ∞ Isabella van Mar (1277-1298) | Robert I van Schotland (1274-1329) ∞ Isabella van Mar (1277-1298) | Robert I van Schotland (1274-1329) ∞ Isabella van Mar (1277-1298) | Robert I van Schotland (1274-1329) ∞ Isabella van Mar (1277-1298) |
| Marjorie Bruce (1296-1316)    |                                                                                       |                                                                                       |                                                                                       |                                                                                       |                                                                   |                                                                   |                                                                   |                                                                   |